# La cita (película)
La cita  es una película del año 2011.

## Sinopsis
Un chico se despierta una mañana cuando le llama su novia. Quedan en un bar. El chico la espera y ella no aparece. Intenta llamarla, pero está fuera de cobertura. No consigue localizarla. El tiempo pasa, el chico envejece y muere. Veinte años después vuelve la cobertura, y en el cementerio se oye a la joven llamando por teléfono, buscando a su novio.